# Bitva o Vukovar
Bitva o Vukovar bylo 87denní obléhání Vukovaru ve východním Chorvatsku Jugoslávskou lidovou armádou (JNA), které probíhalo mezi srpnem a listopadem 1991. Bitva se stala jednou z největších bitev války v Jugoslávii, chorvatští nacionalisté ji někdy přirovnávají k domácí obdobě Bitvy u Stalingradu.

## Před bitvou
Před chorvatskou válkou za nezávislost byl Vukovar barokním prosperujícím městem, kde žila smíšená komunita Chorvatů, Srbů a dalších etnických skupin. Podle sčítání lidu z roku 1991 (provedeného ještě federálními orgány) měl Vukovar 84 189 obyvatel, z čehož bylo 47 procent Chorvatů, 32 procent Srbů a zbylých 20 % se hlásilo k jiným národnostem.
Když se Jugoslávie začala rozpadat, srbský prezident Slobodan Milošević a chorvatský prezident Franjo Tuđman začali prosazovat nacionalistickou politiku. V roce 1990 bylo zahájeno ozbrojené povstání milic chorvatských Srbů podporovanými srbskou vládou a polovojenskými skupinami, které se zmocnily kontroly nad oblastmi Chorvatska obývanými Srby. JNA začala zasahovat ve prospěch povstání a konflikt vypukl ve východní chorvatské oblasti Slavonie v květnu 1991.

## Boje
V srpnu 1991 zahájila JNA rozsáhlý útok proti chorvatským územím ve východní Slavonii, včetně Vukovaru. JNA těžila z vybavenosti federální armády, do bojů nasadila až 36 000 vojáků a členů srbských polovojenských jednotek vybavených těžkými zbraněmi a dělostřelectvem, mezi nimi byly zvlášť významné Srbské dobrovolnické gardy Željka Ražnatoviće, zvaného Arkan. Za chorvatskou stranu Vukovar bránilo asi 1800 lehce vyzbrojených vojáků Chorvatské národní gardy (ZNG) a civilních dobrovolníků.
Většina Srbů v době bojů Vukovar opustila a začala noční můra pro zdejší zůstavší obyvatele. Během bitvy byly na město vypáleny granáty a rakety s četností až 12 000 denně. V té době to byla nejdivočejší a nejdelší bitva v Evropě od roku 1945 a Vukovar byl prvním velkým evropským městem, které bylo od druhé světové války zcela zničeno. Celkově během bitvy zemřelo asi 3000 lidí. 

## Následky
Poté, co Vukovar 18. listopadu 1991 padl, byl z velké části etnicky vyčištěn od nesrbského obyvatelstva – bylo vyhnáno nejméně 20 000 obyvatel a oblast se stala součástí samovyhlášeného protostátu známého jako Republika Srbská Krajina. O několik dní později spáchaly srbské síly masakr na farmě Ovčara, kterému padlo za oběť cca 260 lidí z různých národnostních skupin. 
Pro Jugoslávskou lidovou armádu (JNA) to ale bylo vítězství velmi těžce vybojované, protože bitva ji vyčerpala a stala se zlomovým bodem v chorvatské válce za nezávislost. O několik týdnů později bylo vyhlášeno příměří. 
Vukovar zůstal v srbských rukou až do roku 1998, kdy byl podepsáním Erdutské dohody pokojně reintegrován do Chorvatska. Od té doby byl přestavěn, ale má méně než polovinu své předválečné populace a mnoho budov je stále poznamenaných bitvou. Jeho dvě hlavní etnické komunity zůstávají hluboce rozděleny a město nezískalo zpět svou dřívější prosperitu.
Několik srbských vojenských a politických představitelů, včetně Miloševiće, bylo později obviněno a v některých případech uvězněno za válečné zločiny spáchané během bitvy a po ní.